# RACI-model
Het RACI-model is een matrix die gehanteerd wordt om de rollen en verantwoordelijkheden van de personen die bij een project of lijnwerkzaamheden betrokken zijn weer te geven. In het Nederlands spreekt men soms van de VERI-Matrix wat staat voor Verantwoordelijk / Eindverantwoordelijk / Raadplegen / Informeren.
In de matrix staan:
- op de horizontale as de namen van de personen of de functionele rollen
- op de verticale as de op te leveren resultaten, betrokken processen of activiteiten

## Voordelen van gebruik van een RACI-tabel
Voordelen:
- het levert afstemming en verheldering van de rol(len) en verantwoordelijkheden van de betrokkenen op
- door de afstemming wordt het draagvlak vergroot
- teamwerk wordt aangemoedigd, en dubbelingen in werk worden voorkomen

## RASCI
RASCI (of RASIC) is een uitgebreide vorm van RACI. Bij iedere combinatie van een naam en resultaat/proces/taak staat een letter, de R, A, S, C of I. De letters staan voor de volgende termen:
R (Responsible, NL: Verantwoordelijk)Degene die verantwoordelijk is voor de uitvoering. Verantwoording wordt afgelegd aan de persoon die accountable is.
A (Accountable, NL: Eindverantwoordelijk)Degene die (eind)verantwoordelijk, bevoegd is en goedkeuring geeft aan het resultaat. Als het erom gaat, moet deze persoon verantwoording af kunnen leggen. Deze moet daarom het eindoordeel kunnen vellen, vetorecht hebben. Er is slechts één persoon Accountable.
S (Supportive, NL: Ondersteunend)Deze persoon is ondersteunend voor het resultaat. Rol lijkt veel op de C-rol.
C (Consulted, NL: Geraadpleegd)Deze persoon geeft (mede) richting aan het resultaat, deze wordt voorafgaand aan beslissingen of acties (verplicht) geraadpleegd. Dit is tweerichtingscommunicatie. Als RACI gebruikt wordt, is C gelijk aan S.
I (Informed, NL: Geïnformeerd)Iemand die geïnformeerd wordt over de beslissingen, over de voortgang, bereikte resultaten enz. Dit is eenrichtingscommunicatie.
Optioneel kan ook de O gebruikt worden, dan wordt de term CAIRO gebruikt.
O (Out of the Loop)Degene die geen deel uitmaakt van het proces. Om expliciet aan te geven dat dit het geval is. Dat kan bijvoorbeeld nuttig zijn wanneer een team als geheel responsible is, maar een specifieke medewerker van dat team dat niet is.
NB: Bij verschillende organisaties wordt de RACI tabel verschillend toegepast. Sommigen gebruiken R Responsible en A Active om de (R) verantwoordelijke en (A) uitvoerende vast te leggen.
Ook zijn er organisaties die S Sign-off gebruiken om aan te geven dat er nog iemand verantwoordelijk is gesteld om het proces goed te keuren. In zo'n situatie lijkt de verantwoordelijkheid verdeeld te zijn over meerdere personen. Dit geeft stof tot nadenken waarom die verantwoordelijkheden gedeeld worden.
Het is dus van belang om de uitleg van de RACI tabel helder te hebben voordat deze in de organisatie wordt gebruikt.

## Richtlijnen
- Per op te leveren resultaat/proces is er precies één eindverantwoordelijk A.
- De persoon met de A-rol moet ook de bevoegdheid (autoriteit) hebben om beslissingen te nemen. De A-rol kan deze beslissingen delegeren naar de R-rol, maar blijft eindverantwoordelijk.
- De A- en C-rollen hebben impliciet ook de I-rol.
- Minimaliseer het aantal C- en I-rollen.
- In de matrix zo min mogelijk R, C en I's invullen, maar wel zodanig dat het werk gebeurt.